# Gagyi mami 3. – Mint két tojás
A Gagyi mami 3. – Mint két tojás (eredeti cím: Big Mommas: Like Father, Like Son) 2011-ben bemutatott amerikai-bűnügyi filmvígjáték, a Gagyi mami-filmsorozat harmadik része. Rendezője John Whitesell, forgatókönyvírója Matthew Fogel és Don Rhymer, zeneszerzője David Newman, a producerei David T. Friendly és Michael Green. A főszerepben Martin Lawrence mint Malcolm Turner FBI-ügynök. Jascha Washington elutasította Trent Pierce szerepét, a Gagyi mami első és második része után, így Brandon T. Jackson vette át a helyét. Nia Long szintén nem szerepel a filmben, mint Sherry.
Az Amerikai Egyesült Államokban 2011. február 18-án mutatták be, míg Magyarországon február 17-én az InterCom Zrt. forgalmazásában.

## Cselekmény
Malcolm Turner (Martin Lawrence) FBI-ügynök örömmel értesül arról, hogy mostohafia, Trent Pierce (Brandon T. Jackson) felvételt nyert az észak-karolinai Durhamben található Duke Egyetemre. Trentet azonban ez nem érdekli, inkább azt szeretné, ha Malcolm aláírna neki egy lemezszerződést, mivel még kiskorú. Amikor Malcolm visszautasítja, Trent legjobb barátai arra biztatják, hogy menjen el Malcolm munkahelyére, hogy ott megszerezze az aláírást.
Malcolm az orosz bandatag, Chirkoff elfogására készül, Canetti nevű informátor segítségével, aki egy pendrive-ot nyújt át a bandának, míg Trent megpróbál rajtaütni Malcolmon munka közben. Canetti elárulja, hogy a pendrive üres, a valódit az egyik barátjánál rejtegeti a Georgia-i Művészeti Lányiskolában.
A csere során Canetti álcája lelepleződik, és megölik, aminek Trent szemtanúja lesz. Malcolm végül megmenti Trentet, és elmenekülnek, de mivel Trent autóját a helyszínen hagyták, Malcolm tudja, hogy a banda tagjai képesek lesznek a nyomukra bukkanni, így Malcolm és Trent kénytelenek lesznek álcázni magukat. Malcolm ismét Sherry nagymamája lesz, Trentet is egy "Charmaine" nevű elhízott lánynak, Nagymami dédunokájának álcázza. Nagymami háziasszonnyként vállal munkát a georgiai lányiskolában, Charmaine pedig beiratkozik diáknak.
A vonzó fiatal nőkkel körülvéve Trent majdnem lebukik, de sikerül összebarátkoznia egy Haley Robinson (Jessica Lucas) nevű lánnyal. Az igazgatónő bejelenti, hogy a könyvtárból elloptak egy történelmi zenedobozt, és Malcolm arra következtet, hogy ez a zenedoboz tartalmazza a pendrive-ot. A könyvtár felderítése közben Nagymami találkozik Kurtis Kool biztonsági őrrel, aki idegenvezetés közben megpróbál udvarolni neki. Meglátva egy képet Kurtisról Canettivel, Malcolm rájön, hogy ő a barátja, és megpróbál többet megtudni a zenedobozról.
Eközben a banda tagjai megkörnyékezik Trent legjobb barátait, akik lemezproducernek adják ki magukat, és arra biztatják, hogy értesítsék őket Trent hollétéről. Charmaine randevút szervez Haley és önmaga között, bár kétli, hogy a lányt érdekelné az önzőnek tűnő "Prodi-G", Trent hip-hop álneve. Trent visszaváltozik igazi énjévé, és a randi jól sikerül, de egy találkozás Trent legjobb barátaival arra készteti a bandatagokat, hogy kövessék őket.
Trent segít Haley-nek tökéletesíteni zenei előadását a közelgő "Showcase" rendezvényre, duetté alakítva azt, és a randi végén csókot váltanak, miközben Haley arra bátorítja Trentet, hogy folytassa a főiskolát. Mielőtt a bandatagok elkaphatnák Trentet, ő átöltözik Charmaine álruhájába, és ezzel megzavarja őket. Megtudva a két diák és Kurtis Kool közötti cserét, Nagymami megpróbál flörtölni Kurtisszel, hogy elkapja a zenedoboz ellopásáért, de a titkos csere végül az Ignatius Fiúiskolából ellopott vadászkakas lesz.
A találkozás során Malcolm felfedi valódi kilétét Kurtis előtt. Miután több diák kegyeit is elnyeri azzal, hogy bölcs tanácsokat és vigaszt nyújt nekik, Nagymami végül megtudja, hogy a zenedobozt valójában Haley lopta el, hogy a "Dívák", az iskola legjobb művészeinek csoportja teljes jogú tagjává válhasson. Amikor Haley épp a duettjét készül előadni, Malcolm arra kényszeríti Trentet, hogy tartsa meg Charmaine álruháját, és Charmaine-ként próbálja meg előadni a duettet Haleyvel, csakhogy az eredeti hangján szólal meg, tönkreteszi az előadást és lebukik. Amikor Haley elviharzik, megérkeznek a banda tagjai, és üldözni kezdik.
Trent véletlenül felhívja magára a figyelmüket, amikor megpróbálja utolérni Haleyt és magyarázkodni. Éppen amikor visszaszerzi a pendrive-ot, a bandatagok utolérik és fegyverrel fenyegetik. Nagymami közbelép, és menekülést biztosít, de mindhármukat újra elfogják, Malcolm álruhája pedig lelepleződik. Amikor Chirkoff éppen meg akarja ölni őket, Kurtis megérkezik egy sokkolóval, és megmenti őket.
Trent és Haley kibékülnek, Malcolm pedig aláírja Trent lemezszerződését, csakhogy Trent széttépi azt, és elárulja új tervét, hogy főiskolára fog járni. A film végén Malcolm és Trent megegyeznek, hogy az egész sztorit titokban tartják Sherry előtt.

## Szereplők
| Szereplő                        | Színész             | Magyar hang         |
| ------------------------------- | ------------------- | ------------------- |
| Malcolm Turner (Nagymami)       | Martin Lawrence     | Kálloy Molnár Péter |
| Trent Pierce (Charmaine Pierce) | Brandon T. Jackson  | Szabó Máté          |
| Haley Robinson                  | Jessica Lucas       | Csondor Kata        |
| Jasmine                         | Portia Doubleday    | Mezei Kitty         |
| Kurtis Kool                     | Faizon Love         | Faragó András       |
| Canetti                         | Max Casella         | Scherer Péter       |
| Mia                             | Michelle Ang        | ?                   |
| Chirkoff                        | Tony Curran         | László Zsolt        |
| Rembrandt                       | Marc John Jefferies | Hamvas Dániel       |
| Isabelle                        | Emily Rios          | ?                   |
| Gail Fletcher                   | Ana Ortiz           | ?                   |
| Vlad                            | Henri Lubatti       | ?                   |
| Dmitri                          | Lorenzo Pisoni      | ?                   |
| Scratch                         | Brandon Gill        | Szvetlov Balázs     |
| Delanté                         | Zack Mines          | ?                   |
| TJ                              | Trey Lindsey        | ?                   |
| Postás                          | Ken Jeong           | Szatmári Attila     |
| Sétáló anyuka                   | Susan Walters       | ?                   |
| Beverly Townsend                | Sherri Shepherd     | Nádasi Veronika     |

További magyar hangok: Vándor Éva, Varga Gábor

## Fogadtatás

### Kritikai értékelés
A Gagyi mami 3. – Mint két tojás című filmet a kritikusok kedvezőtlenül fogadták. A Rotten Tomatoes 5%-ot adott, 57 értékelés alapján, az átlag értékelése 10-ből 2,6 lett. A Metacritic a filmnek 24%-ot adott, 14 értékelés alapján.
Mike Hale a The New York Times-tól megjegyzi, hogy erős hasonlóságot észlelt a Van, aki forrón szereti és e között a film között, továbbá azt is leírta, hogy az egyetlen vicces tényező a filmben Faizon Love karaktere volt.

### Díjak és jelölések
| Díj             | Kategória                                             | Tárgy              | Eredmény |
| --------------- | ----------------------------------------------------- | ------------------ | -------- |
| Arany Málna díj | Arany Málna díj a legrosszabb színésznőnek            | Martin Lawrence    | Elnyerte |
| Arany Málna díj | Arany Málna díj a legrosszabb mellékszínésznek        | Brandon T. Jackson | Elnyerte |
| Arany Málna díj | Arany Málna díj a legrosszabb férfi mellékszereplőnek | Ken Jeong          | Elnyerte |

### Bevételek
A film Észak-Amerikában 2011. február 18-án jelent meg, a nyitó hétvégén a bemutatott filmek közül az ötödik helyen végzett, 2821 moziban összesen 16 300 803 dolláros bevételt ért el. A Gagyi mami 3. – Mint két tojás 2011. május 26-ig az Amerikai Egyesült Államokban 37 915 414 dollárt, világszerte pedig 44 770 652 dolláros bevételt termelt, összesen világszerte 82 686 066 dolláros profitot hozott.

## Filmzene
- Brandon T. Jackson ft. Alana D. and Marc John Jeffries (alias Nagymami és Kurtis Kool) –– Lyrical Miracle
- Brandon T. Jackson –– Lyrical Miracle (solo)
- Brandon T. Jackson ft. Martin Lawrence (alias Nagymami), Faizon Love alias (Kurtis Kool), and Alana D. –– Lyrical Miracle (end credits version)
- Brandon T. Jackson ft. Jessica Lucas –– Aint Nobody
- Brandon T. Jackson, Jessica Lucas ft. Alana D. –– Baby You Know
- Brandon T. Jackson, One Chance ft. T-Pain –– Imma Do It Big

## Fordítás
- Ez a szócikk részben vagy egészben  a   Big Mommas: Like Father, Like Son című angol Wikipédia-szócikk ezen változatának fordításán alapul.  Az eredeti cikk szerkesztőit annak laptörténete sorolja fel. Ez a jelzés csupán a megfogalmazás eredetét és a szerzői jogokat jelzi, nem szolgál a cikkben szereplő információk forrásmegjelöléseként.